# 城谷歩
城谷 歩（しろたに わたる、1980年2月16日 - ）は、日本の俳優、演出家、脚本家、YouTuber。北海道小樽市出身。血液型はB型。みずがめ座。所属事務所は株式会社サン・オフィスと株式会社センテナリア。北海道小樽桜陽高等学校、北海学園大学卒業。
媒体によっては下の名前が「渉」と表記されている場合があるが、これは誤りである。

## 来歴
1995年、15歳で舞台演劇活動を開始。
1998年、清水友陽主宰の清水企画（現・劇団清水企画）に入団。
2000年、自身が主宰する劇団深想逢嘘（うたたね）を旗揚げし、脚本・演出・出演。
2004年、TEAM-NACSの佐藤重幸（現・戸次重幸）らとともに演劇ユニット「ロックメン」を結成し、7月に旗揚げ公演「アルプス」を行う。
2010年、劇団深想逢嘘の「虚苑（コエン）」が、日本演出者協会が主催する若手演出家コンクール（第9回・2009年度）の全国ベスト4に入選。
2011年、劇団深想逢嘘の無期限活動休止を発表。
2012年1月29日、怪談ライブバー・スリラーナイト札幌すすきの本店にて怪談語り手としてデビューし、同年7月には怪談師として新たに活動を開始する。
2014年5月、スリラーナイト六本木店がオープンするのに合わせて上京し、移籍。
2018年1月、スリラーナイト六本木店を退店し独立、フリーランスプロの怪談師として活動を開始する。同月にはオーディオブックの通販サイト「でじじ」にて「実説城谷怪談」を配信・CD定期リリーススタートし、6月に自身のYouTubeチャンネル「城谷の世界城谷怪談」を開設、定期配信をスタートさせる。
2020年、自身初の全国ツアー「全国行脚 邂逅」を全国12都市で公演。
2021年2月、株式会社サン・オフィスとエージェント契約を結んだことを発表。
2022年9月1日、株式会社センテナリアへ正規所属したことを発表。
2023年、自身の誕生日である2月16日に新たなYouTubeチャンネル「聞いてすぐ城谷節怪談」を、さらに4月6日には「城谷歩のパタパタちゃんねる」を開設し、動画投稿をスタートさせる。

## 人物・エピソード

### 怪談
怪談師として語る際には、「城谷節」と称される落語家や講談師を思わせる独特な語り口が特徴であるが、これは落語や講談・弁士の語りを独学で研究したものであり、誰かの下に弟子入りをして修業を積んだわけではない。怪談師としての口演回数は現在まで1万回以上であり、保有話数は実話・古典を合わせて約500話ほどある。
怪談師になる以前から、役者がよく通う行きつけの飲み屋で（お金がなかったため）酒の肴の代わりに仲間内で怪談を話したりしていたといい、31歳の時に無職となり途方に暮れていたところ、札幌で怪談ライブバー・スリラーナイトがオープンするという話になり、以前飲み屋で怪談を語っているのを覚えていた人から「いま仕事が無いんだったら、今度そういう店がオープンするからお前面接に来ないか？」と誘われたことが怪談師になるきっかけとなった（ただし、当時はまだ芝居に対する未練があったため、六本木店へ移籍するために上京した際も、あくまで芝居をメインに活動するつもりだったと語っている）。

### その他
- 18歳の頃に出会って交際していた女性と結婚しており、「嫁谷」として自身のSNSやYouTubeチャンネルなどに度々出演しているが、この女性とは10年の交際期間を経ての結婚であり、当初は大学卒業後すぐにでもプロポーズをするつもりでいたが、本人曰く「人生が真っ逆さまに転げ落ちて」ついに無職となり、貯金も友人も何もかも無くなってしまった時に、「もうこれ以上底はないし……」と思って別れるつもりでプロポーズをしたところ、しばらく俯いた後にため息を吐いて「やっと言ってくれた」と言われ、それで一緒になったと語っている[5]。
- 絵を描くのが趣味であり、YouTubeチャンネル「城谷の世界城谷怪談」の初期の頃に使用していた女性の幽霊画は自身で描いたものを使用していた（これは当初、円山応挙などの著名な幽霊画を使用したいと思い値段を調べたところ、あまりの高さに驚いたためであった）[4]ほか、「島田秀平のお怪談巡り」に出演した際には、島田のチャンネル登録者が40万人と50万人を突破した記念として島田を描いた色紙をプレゼントしている[6][7]。
- 25歳の時に、約1年間だけ陸上自衛隊（東千歳駐屯地）に入隊していたことがある[8]。

## メディア

### テレビ
- 閉店ガラガラにはまだ早い！（2014年8月17日、フジテレビ）
- 声優男子ですが…? シーズン1 第5回・第6回（2015年、ファミリー劇場）
- オトナ養成所 バナナスクール 第43回（2015年7月28日、東海テレビ）
- 怪談のシーハナ聞かせてよ。（2016年 - 、エンタメ〜テレ） - 不定期出演
- Rの法則（2016年8月3日、NHK Eテレ）
- 妖ばなし 第11話「飛頭蛮（ろくろくび）」（2017年6月10日、TOKYO MX2） - 回信 役
- 実話怪談倶楽部 #25・#30 LIVE!（2017年 - 、フジテレビONE）
- 劇画怪談（2021年3月7日、NHK BS4K・NHK BSプレミアム）
- TBSスター育成プロジェクト 私が女優になる日_ Season2（2022年5月1日、TBSテレビ）
- 初耳怪談 FIRST TAKE（2022年9月6日・13日、テレビ大阪）
- 初耳怪談（2023年5月15日、テレビ大阪）

### ラジオ
- A DAY IN THE LIFE（2015年1月2日、ベイエフエム）
- 島田秀平とオカルトさん（2022年1月14日・21日・28日、ニッポン放送）
- AuDee TREND（2022年10月29日、AuDee）
- 高田文夫のラジオビバリー昼ズ（2022年11月1日、ニッポン放送）

### インターネット
- 柴田阿弥の金曜The NIGHT #42（2017年8月5日、ABEMA）

### 映画
- 妖怪剣客（2023年）[9]

### 著作
- 恐怖怪談 呪ノ宴（2016年5月28日、竹書房）
- 怪談師怖ろし話 裂け目（2017年12月28日、竹書房）
- 怪談四十九夜 出棺（2018年4月28日、竹書房） - 黒木あるじ監修／編著
- 怪談師怖ろし話 骨々（2018年8月29日、竹書房）

### DVD
- 怪奇蒐集者（楽創舎）
- 怪奇蒐集者スペシャル六本木怪談「呪」「祟」（楽創舎）
- 怪奇蒐集者暗黒死華集Ⅲ・Ⅳ（楽創舎）
- 怪奇蒐集者城谷歩怪談控（楽創舎）
- 怪奇蒐集者城谷歩怪談控巻之弐（楽創舎）